# 阿洛讷 (德塞夫勒省)
阿洛讷（法語：Allonne，法語發音：[alɔn]）是法国德塞夫勒省的一个市镇，属于帕尔特奈区。

## 地理
阿洛讷（46°34'56"N, 0°22'59"W）面积22.98 平方千米，位于法国新阿基坦大区德塞夫勒省，该省份为法国西部内陆省份，北起曼恩-卢瓦尔省，西接旺代省，南至夏朗德省和滨海夏朗德省，东临维埃纳省。
与阿洛讷接壤的市镇（或旧市镇、城区）包括：图埃河畔阿宰、莱格罗塞耶、庞普利、勒勒塔伊、瑟孔迪尼、圣帕尔杜-苏捷。

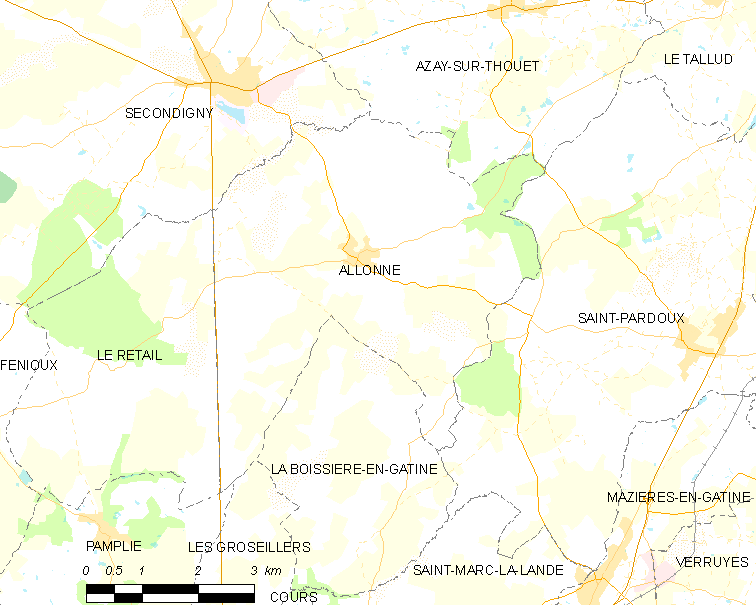
的OSM定位图

阿洛讷的时区为UTC+01:00、UTC+02:00（夏令时）。

## 行政
阿洛讷的邮政编码为79130，INSEE市镇编码为79007。

## 政治
阿洛讷所属的省级选区为拉加蒂讷县。

## 人口

1962-2008年间人口变化图示

阿洛讷于2022年1月1日时的人口数量为616人。